# 中露善隣友好協力条約
中露善隣友好協力条約（ちゅうろぜんりんゆうこうきょうりょくじょうやく、ロシア語: Договор о Добрососедстве, Дружбе и Сотрудничестве Между Российской Федерацией и Китайской Народной Республикой、中国語: 中华人民共和国和俄罗斯联邦睦邻友好合作条约）は、2001年7月16日、中華人民共和国とロシア連邦の間で交わされた条約。有効期間は20年。江沢民中国共産党総書記とウラジーミル・プーチンロシア大統領が署名してから20周年となる2021年に習近平党総書記とプーチンが条約の延長を宣言した。

## 概要
条約は、平和的関係と経済的関係、並びに外交関係と地理的関係に及んでいる。第9条は事実上の防衛協定であり、軍事的関係の強化が第7条と第16条に謳われている。第16条には、ロシアの軍事技術を中国に開示する旨が書かれている。
また、環境技術や省エネルギー技術にも及んでいる。第13条では国連安保理事会での協力も盛り込まれている。
台湾問題の扱いに関して、ロシアは「奪うことができない中国の一部（第5条）」であり、「国家と領土の統一を実現する（第4条）」ことに全面協力する旨も書かれている。

## 想定される両国の利益
ジャーナリストのケネス・ティマーマンは2001年に次のように分析している。

### 中国
- 中国人民解放軍には時代遅れな面があり、ロシアの軍事教練と軍事技術を取り入れることにより、その強化が期待できる。
- 中国はロシアから燃料、特に石油を安定して供給される。東シベリア・太平洋石油パイプラインなどを活用できる[4][5]。
- 中国の台湾政策の支持国となる。

### ロシア
- ロシアはソビエト連邦の崩壊以降、資金調達に悩んでいる。そのため、
  - ロシアの熟練技術者を派遣する、
  - 軍事技術、知識を売る、
  - 石油と天然ガスを売る、

という形で中国資本の取り入れを図っている。

### アメリカへの対抗
中国とロシアは1999年のコソボ紛争でアメリカ合衆国主導の北大西洋条約機構（NATO）の軍事介入に反対し、第二次チェチェン紛争でもロシアを中国は支持して欧米と対立を深めていた。また、条約を結ぶ1か月に中露はともに国境が接する中央アジアも引き入れてNATOに対抗する上海協力機構（SCO）を設立していた。中露関係の信頼醸成強化は双方が国境に軍事力を配備する負担を削減することにもつながる。

## その後の影響
- 2001年9月、朱鎔基総理とミハイル・カシヤノフ首相の会談で、アンガルスクから中国へのパイプライン建設を合意[11]。
- 2004年、中露間の国境問題を全面解決[12]。
- 2008年11月、胡錦濤国家主席（総書記）とドミートリー・メドヴェージェフ大統領が会談し、この条約の順調に実行されていることを確認[13]。
- 2010年11月、温家宝総理とプーチン首相とがサンクトペテルブルクで会談し、条約締結10周年で順調であることを確認[14]。
- 2021年7月、習近平国家主席（総書記）とプーチン大統領が会談し、条約の延長で合意した[1]。